# آیزایا هیکس
آیزایا هیکس (انگلیسی: Isaiah Hicks؛ زادهٔ ۲۴ ژوئیهٔ ۱۹۹۴) بازیکن بسکتبال اهل ایالات متحده آمریکا است.
از باشگاه‌هایی که در آن بازی کرده‌است می‌توان به نیویورک نیکس اشاره کرد.